# Daphnis
Daphnis es un género de lepidópteros de la familia Sphingidae descrito originalmente por Jacob Hübner en 1819.

## Especies
- Daphnis dohertyi Rothschild, 1897
- Daphnis hayesi Cadiou, 1988
- Daphnis hypothous (Cramer, 1780)
- Daphnis layardii Moore, 1882
- Daphnis minima Butler, 1876
- Daphnis moorei W.J. Macleay, 1866
- Daphnis nerii (Linnaeus, 1758)
- Daphnis placida (Walker, 1856)
- Daphnis protrudens Felder, 1874
- Daphnis torenia Druce, 1882
- Daphnis vriesi Hogenes & Treadaway, 1993

## Galería

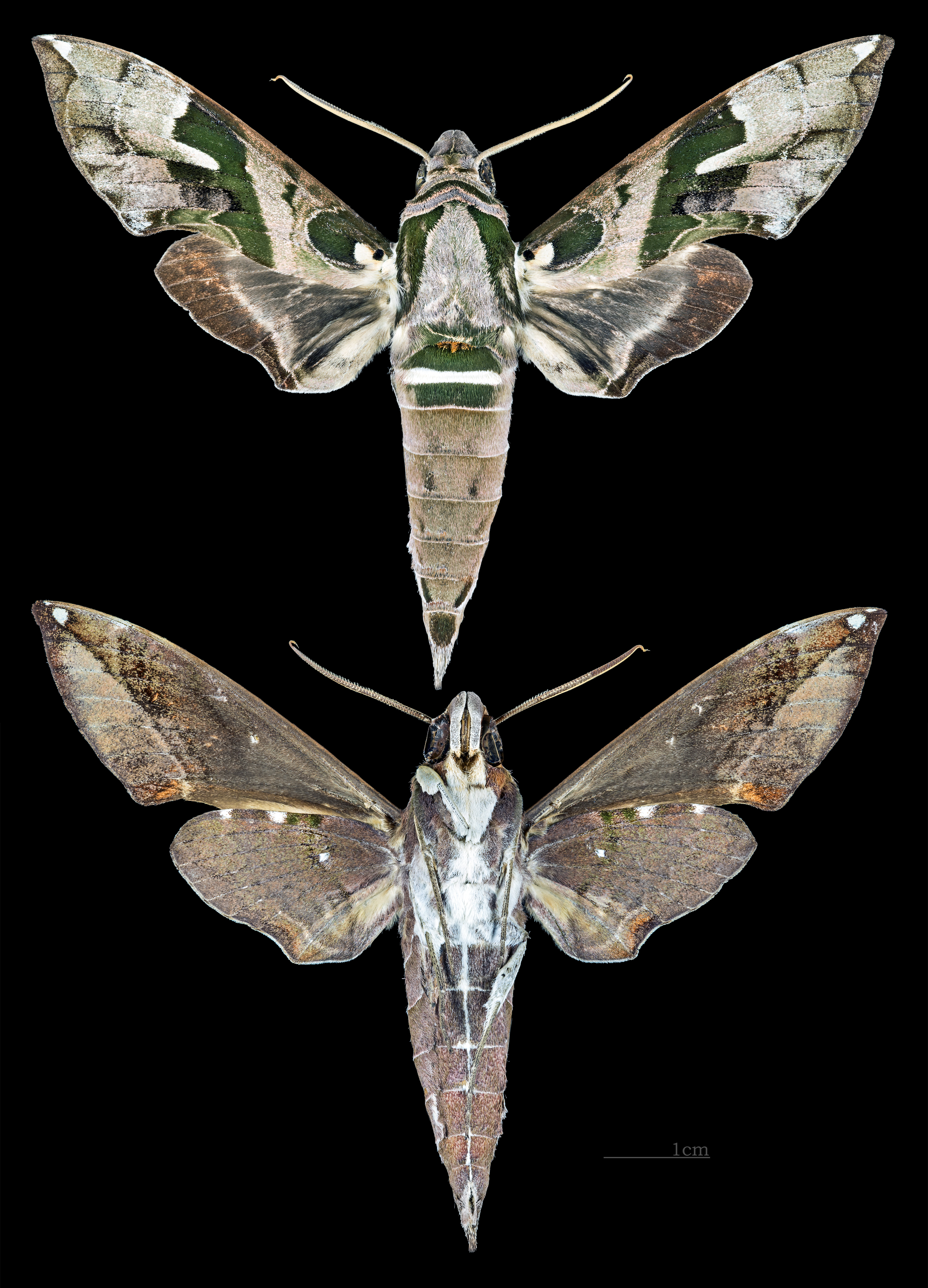
Daphnis dohertyi
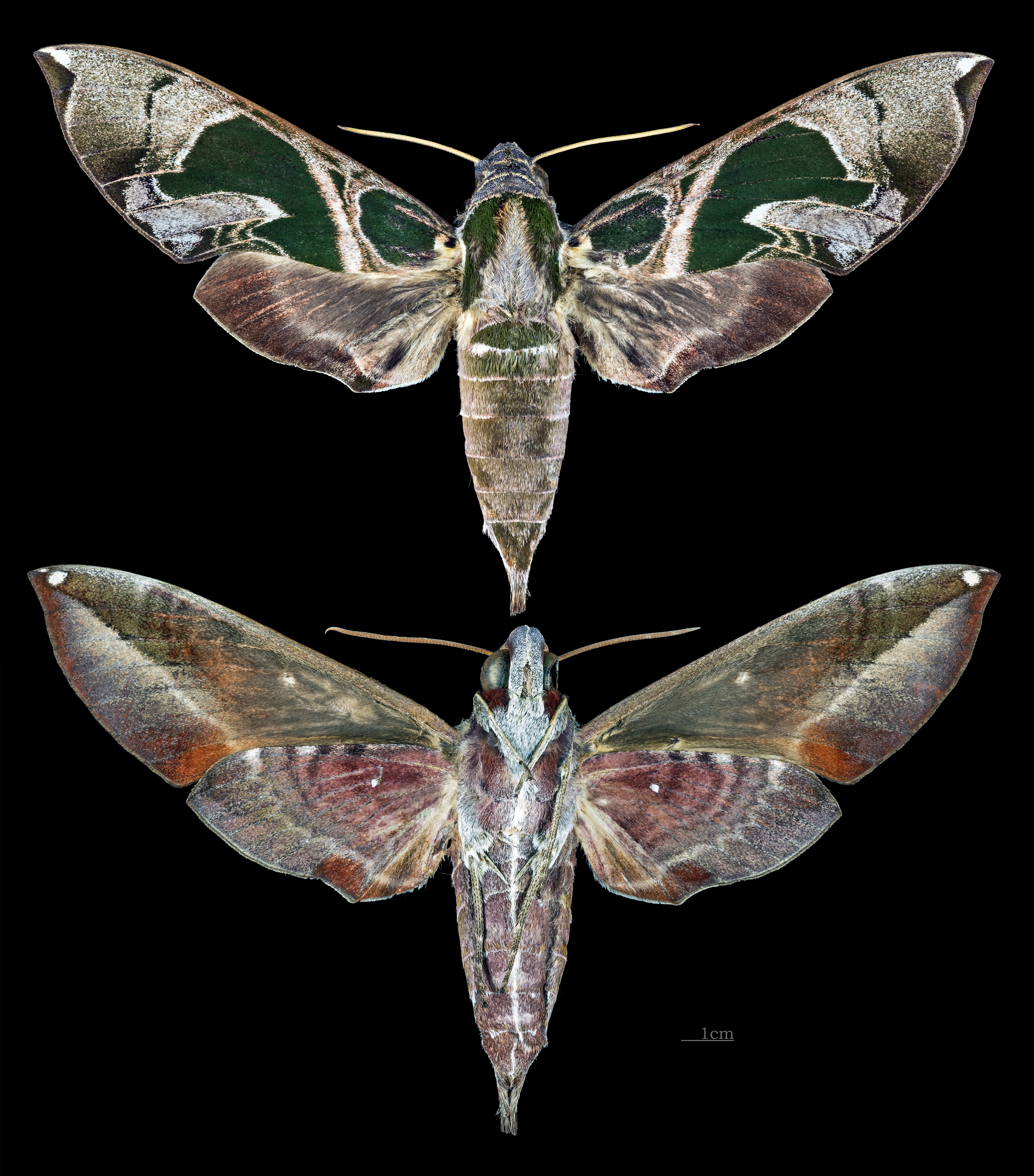
Daphnis hayesi
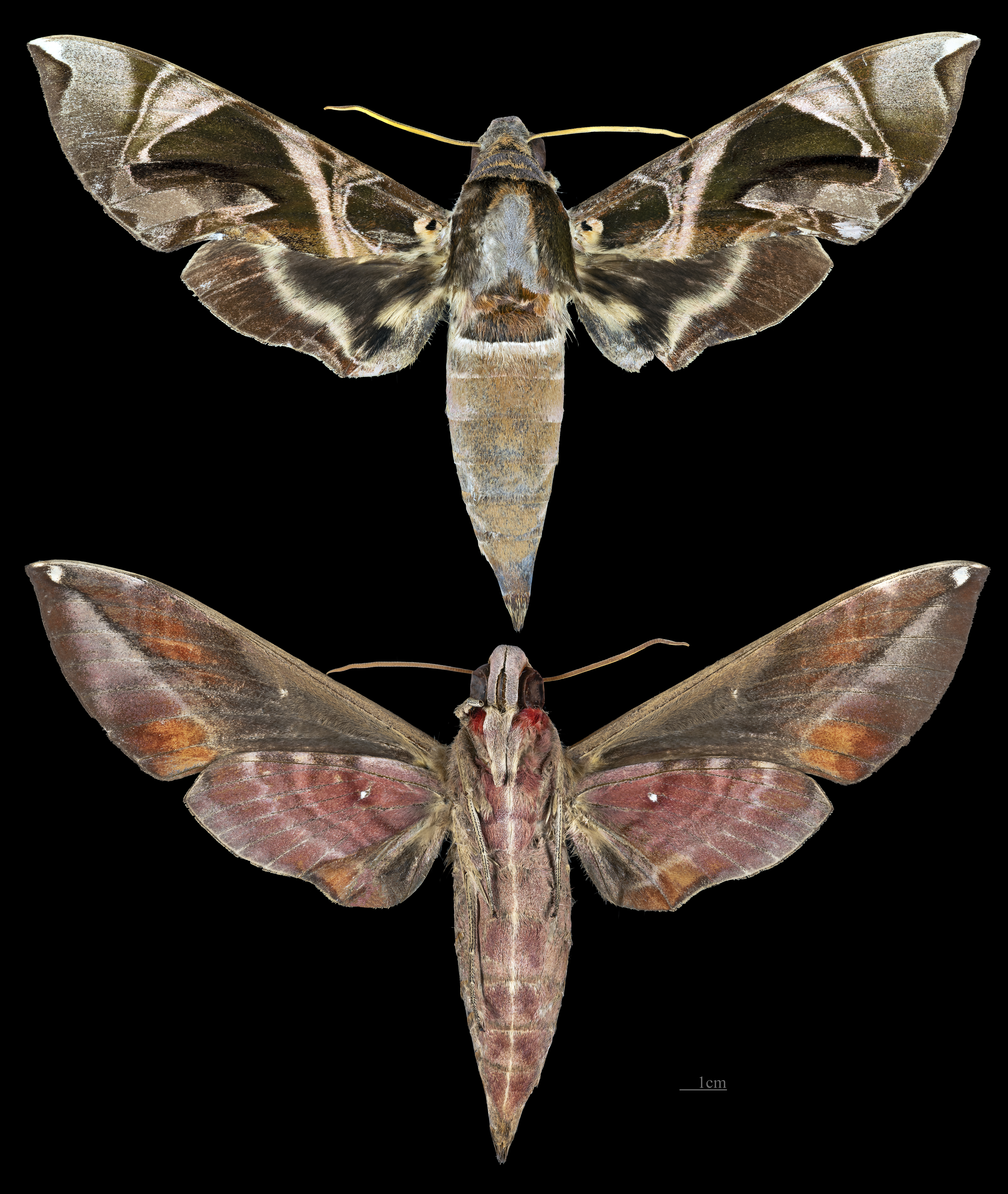
Daphnis hypothous
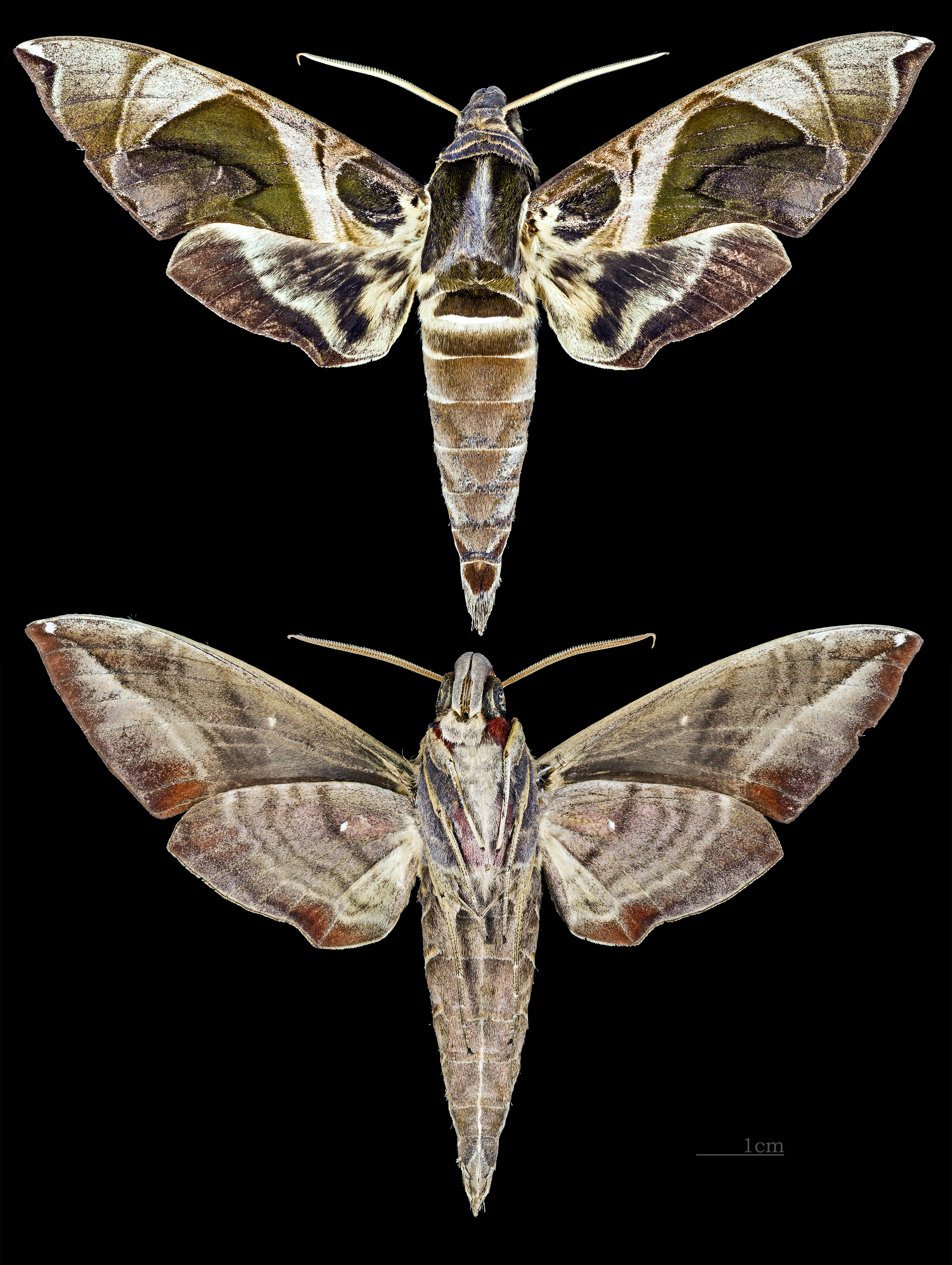
Daphnis moorei
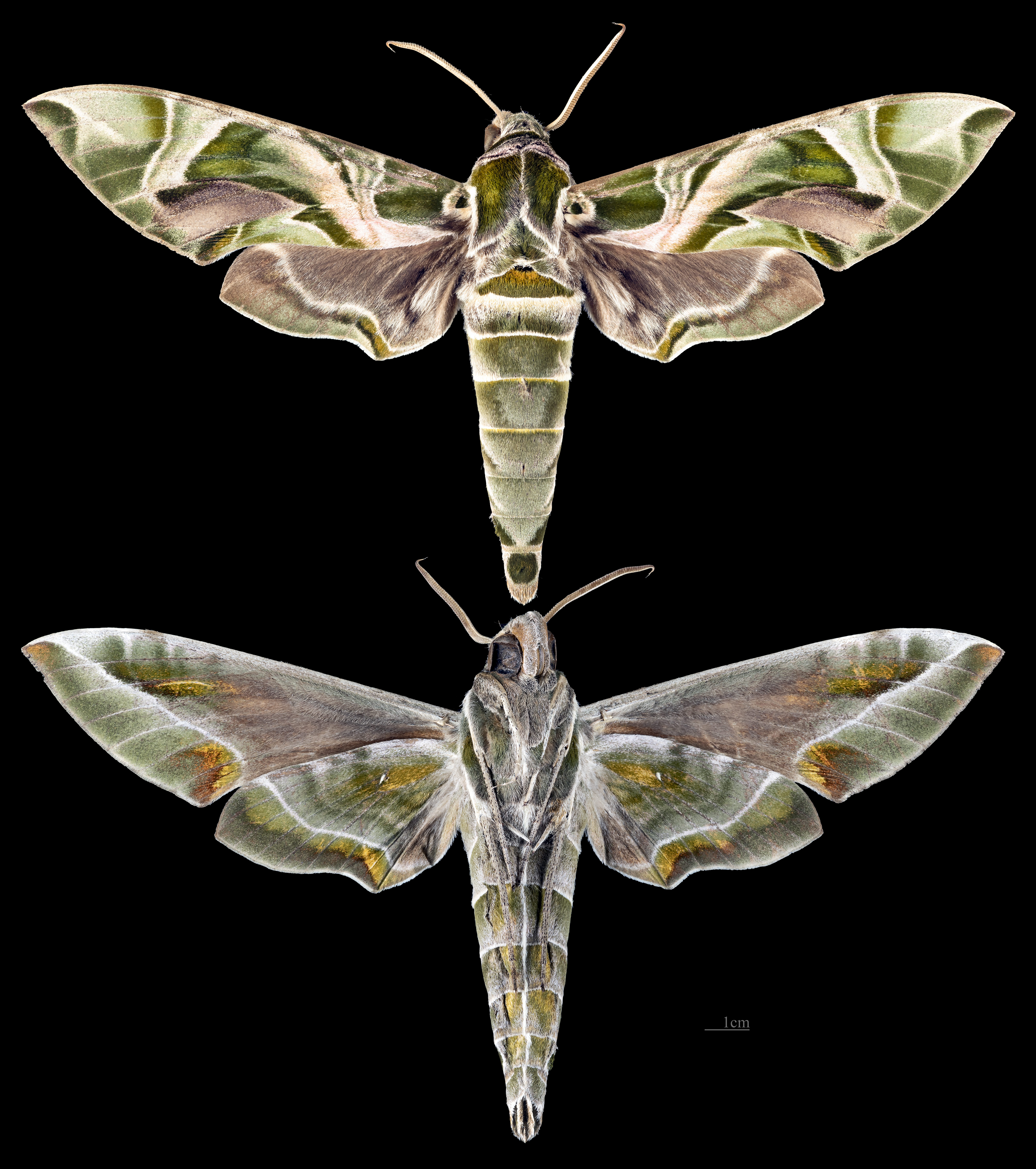
Daphnis nerii
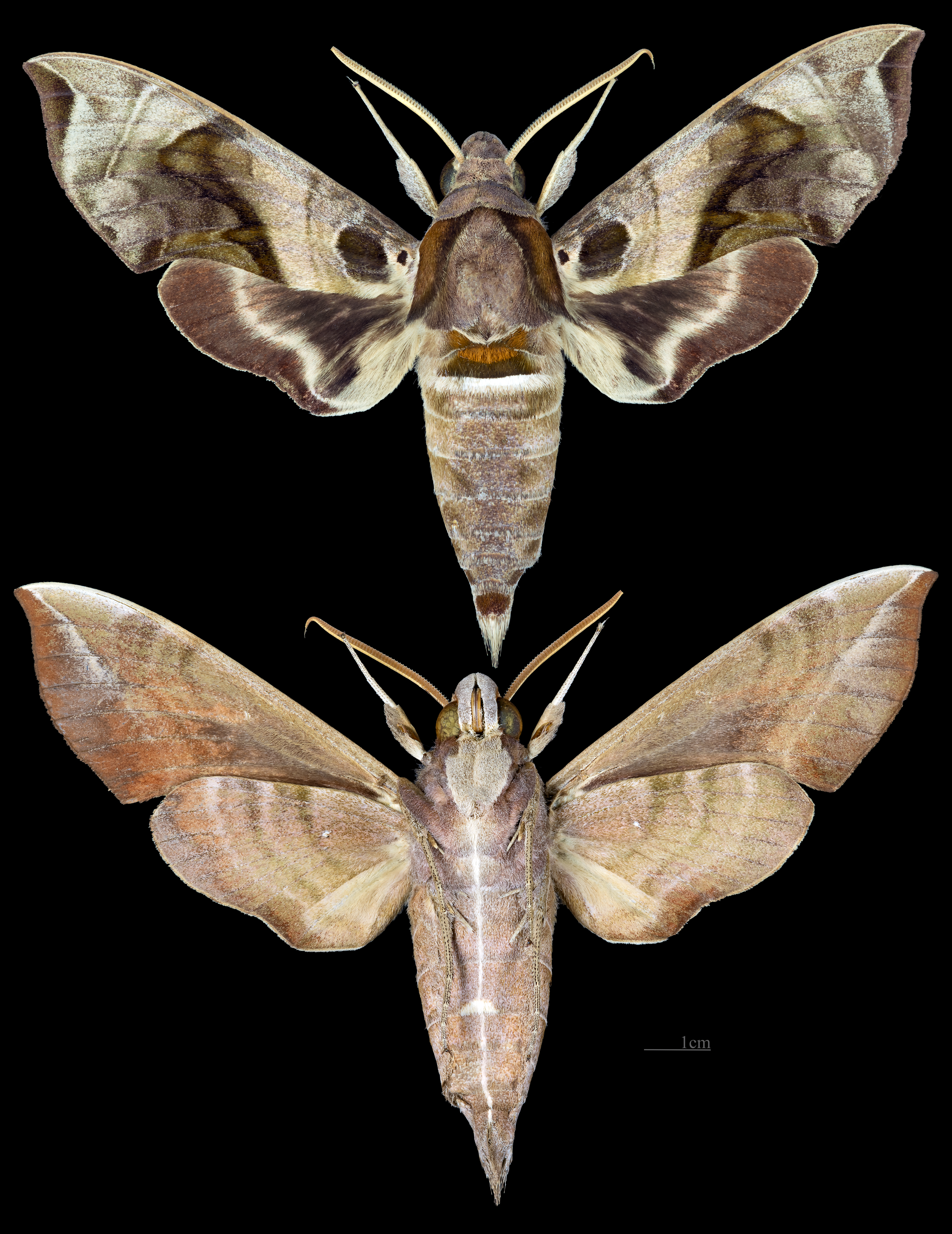
Daphnis placida
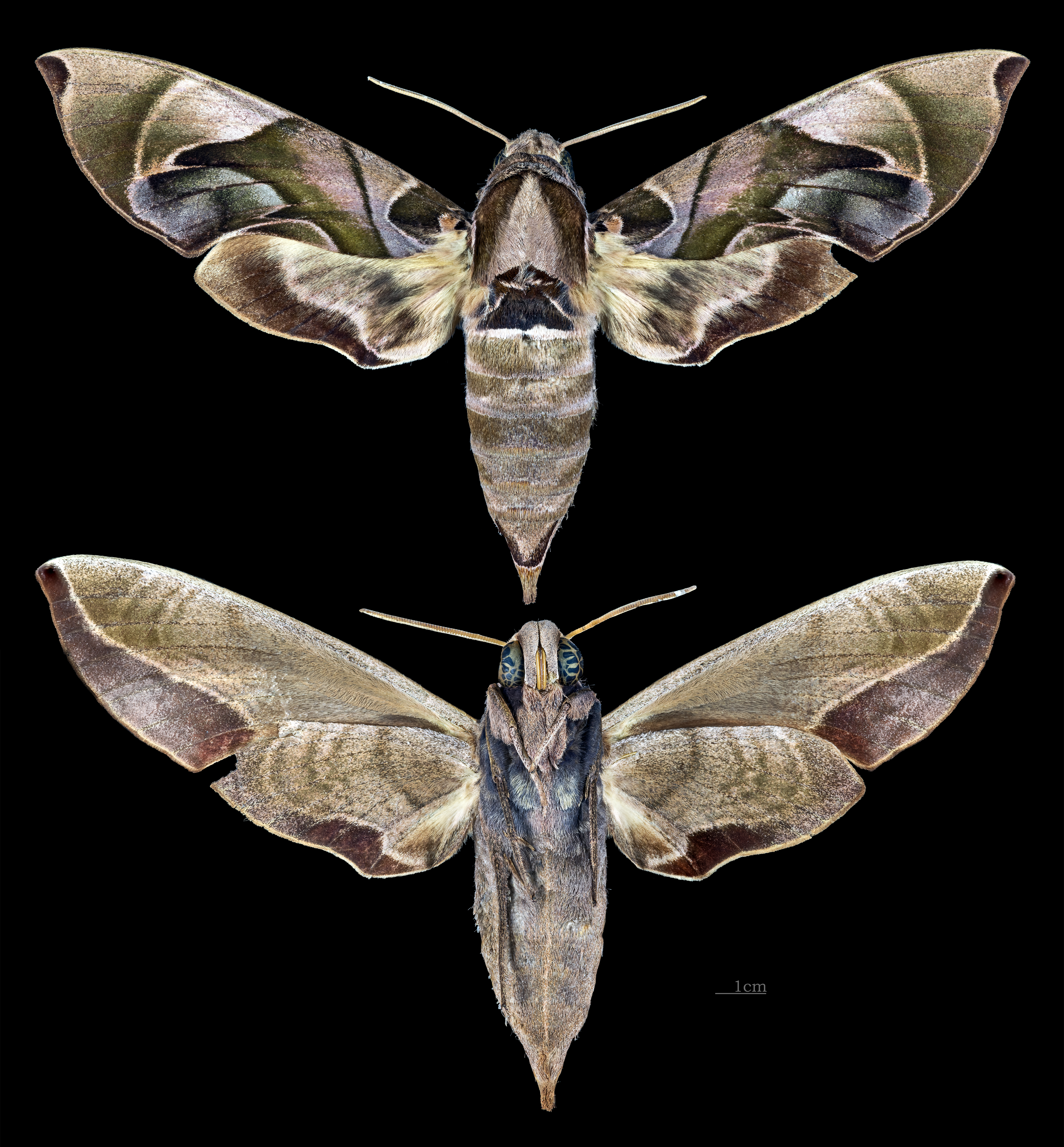
Daphnis protrudens
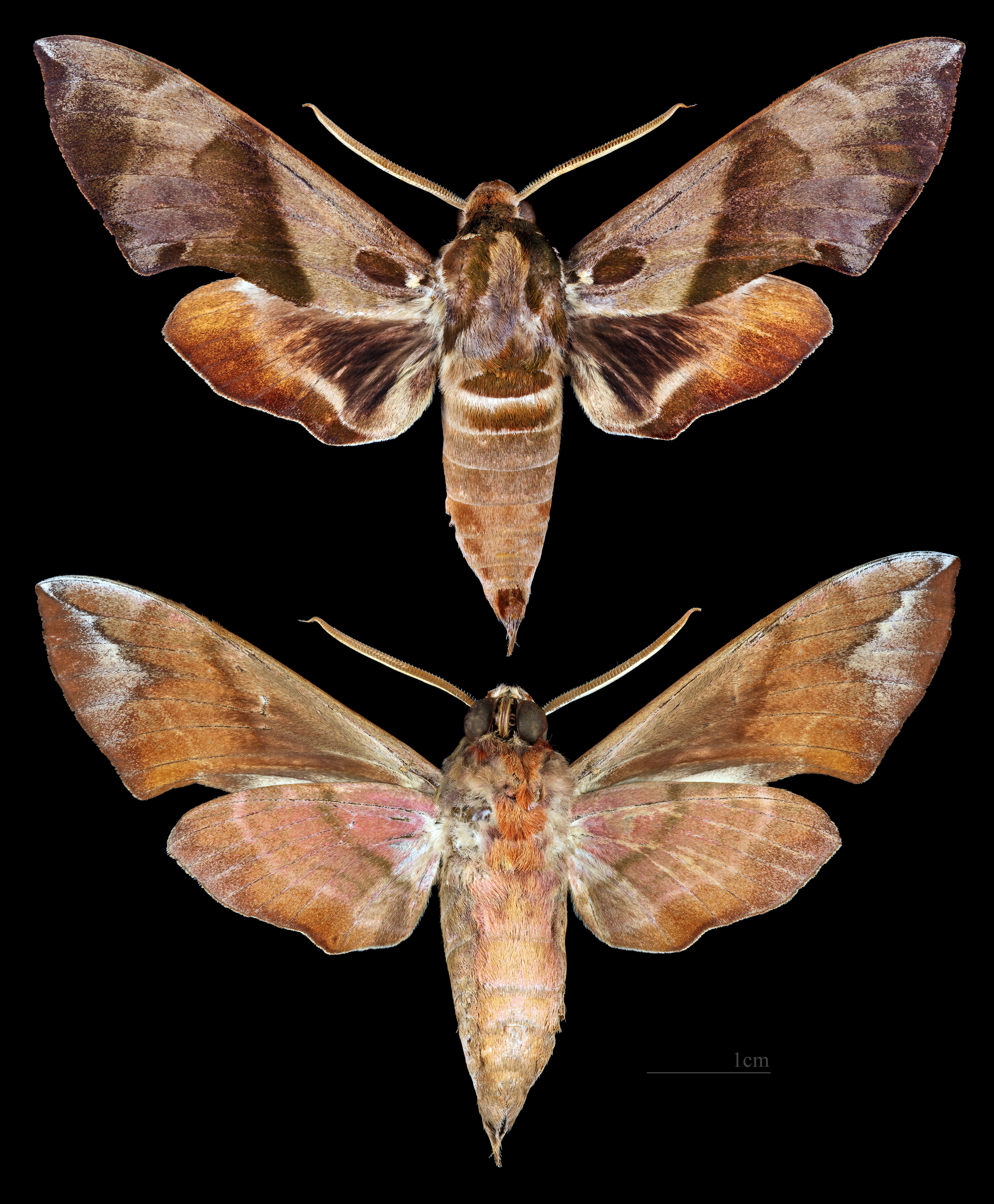
Daphnis torenia